# 千歳市消防本部
千歳市消防本部（ちとせししょうぼうほんぶ）は、北海道千歳市の消防部局（消防本部）。

## 沿革
「千歳消防の沿革」参照
- 1948年（昭和23年）：千歳町消防本部設置。
- 1953年（昭和28年）：消防庁舎落成。
- 1958年（昭和33年）：千歳町が市制施行し、千歳市となる。千歳町消防本部を千歳市消防本部と改称。消防新庁舎落成し、移転。
- 1959年（昭和34年）：千歳市消防署設置。
- 1966年（昭和41年）：救急業務開始。
- 1969年（昭和44年）：泉郷に防災倉庫（泉郷分団機械置場）建造。
- 1970年（昭和45年）：富丘出張所開設。
- 1974年（昭和49年）：支笏湖分遣所落成。
- 1978年（昭和53年）：千歳市消防総合庁舎完成。
- 1984年（昭和59年）：向陽台出張所開設。
- 1989年（平成元年）：西出張所開設。
- 1991年（平成03年）：支笏湖分遣所を支笏湖温泉出張所に昇格。
- 1997年（平成09年）：祝梅出張所開設。
- 2001年（平成13年）：支笏湖温泉出張所移転新築。
- 2011年（平成23年）：高機能消防指令センター（II型）運用開始。
- 2012年（平成24年）：山岳救助隊発足。
- 2013年（平成25年）：石狩振興局管内の消防救急デジタル無線共同運用開始。

## 組織
「消防機構図」参照
- 消防本部
  - 総務課
  - 警防課
  - 予防課
- 消防署
  - 警備1課
  - 救急指令1課
  - 警備2課
  - 救急指令2課
  - 富丘出張所
  - 向陽台出張所
  - 西出張所
  - 支笏湖温泉出張所
  - 祝海出張所

## 消防車両
「消防車両配置状況」参照
- 指揮車：1
- ポンプ車：3
- タンク車：8
- 梯子車：1
- 化学車：1
- 救助工作車：1
- 大型水槽車：1
- 広報車：7
- 資機材搬送車：1
- 救急車：5
- 積載車：4
- 人員輸送車：1
- その他の車両：2

## 消防署
| 消防署       | 住所        | 出張所                                                                                        |
| ------------ | ----------- | --------------------------------------------------------------------------------------------- |
| 千歳市消防署 | 東雲町4-1-7 | 富丘：富丘4-12-14 向陽台：里美2-2-3 西：上長都964-8 支笏湖温泉：支笏湖温泉10 祝梅：流通3-1-14 |